# General Escobedo
General Escobedo là một đô thị thuộc bang Nuevo León, México. Năm 2005, dân số của đô thị này là 299364 người.